# عمر بيرتز (لاعب كرة قدم)
عمر بيرتز هو لاعب كرة قدم إسرائيلي في مركز الهجوم، ولد في 30 مارس 1990 في روش هاعين في إسرائيل. شارك مع منتخب إسرائيل تحت 17 سنة لكرة القدم ‏. أما مع النوادي، فقد لعب مع مكابي نتانيا وهابوعيل تل أبيب.